# Братская могила советских воинов (Рудничное)
Братская могила советских воинов — памятник истории в посёлке Рудничное Центрально-Городского района города Кривой Рог Днепропетровской области.

## История
В феврале 1944 года воины 15-й и 20-й гвардейских стрелковых дивизий вели бои за освобождение южных окраин города Кривой Рог. В братской могиле похоронены воины, погибшие при освобождении посёлка Рудничное. Информация о количестве, фамилиях и званиях погибших неизвестна.
В 1955 году на месте захоронения установлен обелиск с памятной надписью производства Харьковской художественной мастерской.
8 августа 1970 года, решением Днепропетровского облисполкома № 618, памятник был взят на государственный учёт с охранным номером 1661.

## Характеристика
На расстоянии 3,88 м от лицевой стороны объекта, 1,12 м от тыльной стороны, 0,75 м по обе стороны на лабрадоритовом постаменте расположен шлифованный лабрадоритовый обелиск со сторонами 0,84×0,7 м. На лицевой стороне обелиска, выгравирована 7-строчная надпись на украинском языке: «Знамя / Отечества святой / покрывает их сон в веках / Слава пожизненна героям, мужественно павшим в боях». Вверху над надписью изображена пятилучевая звезда, обрамлённая снизу переплетёнными лавровыми ветвями. Под надписью два перекрещенных между собой цветка. Надпись и изображение окрашены золотом.